# Glyphodes serosalis
Glyphodes serosalis is een vlinder uit de familie van de grasmotten (Crambidae), uit de onderfamilie van de Spilomelinae. De wetenschappelijke naam van deze soort is voor het eerst voorgesteld als Syllepis serosalis door Paul Dognin in een publicatie uit 1897.
De soort komt voor in Ecuador.